# Pankoff
Pankoff ist ein Dokumentarfilm des DEFA-Studios für Wochenschau und Dokumentarfilme von Harry Hornig aus dem Jahr 1966.

## Handlung
In den 1950er bis 1960er Jahren war es in der Bundesrepublik üblich, statt von der DDR, vorrangig von Pankow oder der Ostzone zu reden. Besonders Bundeskanzler Konrad Adenauer sprach das „w“ wie ein „ff“ aus, weshalb in seinen Ausführungen immer von „Pankoff“ die Rede war, wenn er die politische Führung der DDR meinte.
Das nimmt der DEFA-Regisseur Harry Hornig zum Anlass, eine satirische Montage darüber zu drehen.
In Bonn, Oberhausen und München befragt er Passanten, was sie unter diesem Begriff verstehen und muss erfahren, dass die Antworten in den meisten Fällen von Unwissenheit zeugen und sich vor allen Dingen auf politische Phrasen beschränken. Die Meinungen gehen von einer Stellung der Kommunisten im Osten, über ein Terrorregime bis zu einem russischen General. Selbst ein Mann, der weiß, dass Pankow ein Stadtbezirk von Berlin ist, findet das Leben dort „irgendwie befremdend“, weil es nicht die Atmosphäre ausstrahlt, wie er es gewöhnt ist.
Das ist der Grund für Harry Hornig in die U-Bahn nach Pankow (Vinetastraße) zu steigen und den Zuschauern mit Augenzwinkern den Stadtteil zu erklären. So sieht man Szenen einer langen Menschenschlange, die angeblich auf die Gehirnwäsche wartet, jedoch ist es ein Wettbüro. In einer Kneipe stimmt ein Männerchor immer wieder die Nationalhymne von Pankow an, er singt das schöne Lied Komm, Karlineken komm. Wir woll’n nach Pankow gehn, da ist es wunderschön. Selbst die Natur erstickt im Dunst der Rieselfelder, also nichts vom Duft der großen weiten Welt. Ein Höhepunkt im grauen Einerlei des Alltags ist ein Aufenthalt im Freibad. Aber nicht einmal im Freibad dürfen die Pankower frei baden. Vom Sprungturm darf man nur springen, wenn das Wasser darunter frei ist und die Bademeister es dann erlauben. Auf der Badewiese sieht man nur die verbissenen Gesichter alter Männer beim Skat.
Zum Abschluss wird der Bezirksbürgermeister im Rathaus von Pankow gefragt, ob er dort der Regierende wäre, was er bejaht. Die letzten Aufnahmen des Films zeigen, wie sich die Mitarbeiter des Hauses auf der Freitreppe als Regierung des Bezirks versammeln und aus dem Off wird vermutet, dass die Bundesminister bei ihren Reden wohl ein anderes Pankow meinen.

## Produktion und Veröffentlichung
Der Kommentar wurde von Carl Andrießen und Harry Hornig geschrieben. Während einer Aufführung auf einer Freilichtbühne sieht und hört man die DDR-Beatband Sputniks.
Die Uraufführung fand am 16. Februar 1966 während der Westdeutschen Kurzfilmtage in Oberhausen statt.
Die Erstaufführung in der DDR erfolgte als Vorfilm zu Reise ins Ehebett am 8. April 1966.

## Kritik
Die Neue Zeit schrieb, dass der Film während der Oberhausener Uraufführung lebhafte Reaktionen beim Publikum auslöste. Beifall und Buh-Rufe wechselten miteinander ab.